# Saint-Marceau, Ardennes
Saint-Marceau är en kommun i departementet Ardennes i regionen Grand Est (tidigare regionen Champagne-Ardenne) i nordöstra Frankrike. Kommunen ligger  i kantonen Flize som ligger i arrondissementet Charleville-Mézières. År 2022 hade Saint-Marceau 351 invånare.

## Befolkningsutveckling
Antalet invånare i kommunen Saint-Marceau
Referens: INSEE